# Corpurile de iluminat tradiționale din Japonia

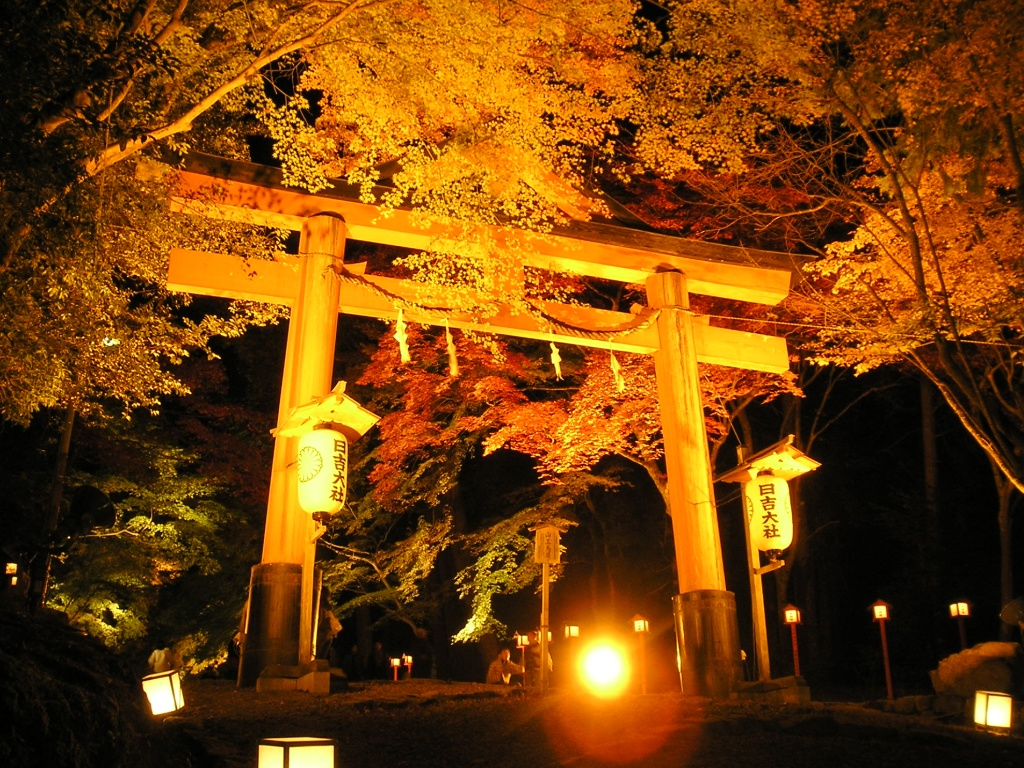
Festivalul Momiji Matsuri (もみじ祭) la altarul Hiyoshi Taisha

Corpurile de iluminat tradiționale din Japonia includ: andon (行灯), bonbori (雪洞), chōchin (提灯) și tōrō (灯篭).

## Andon

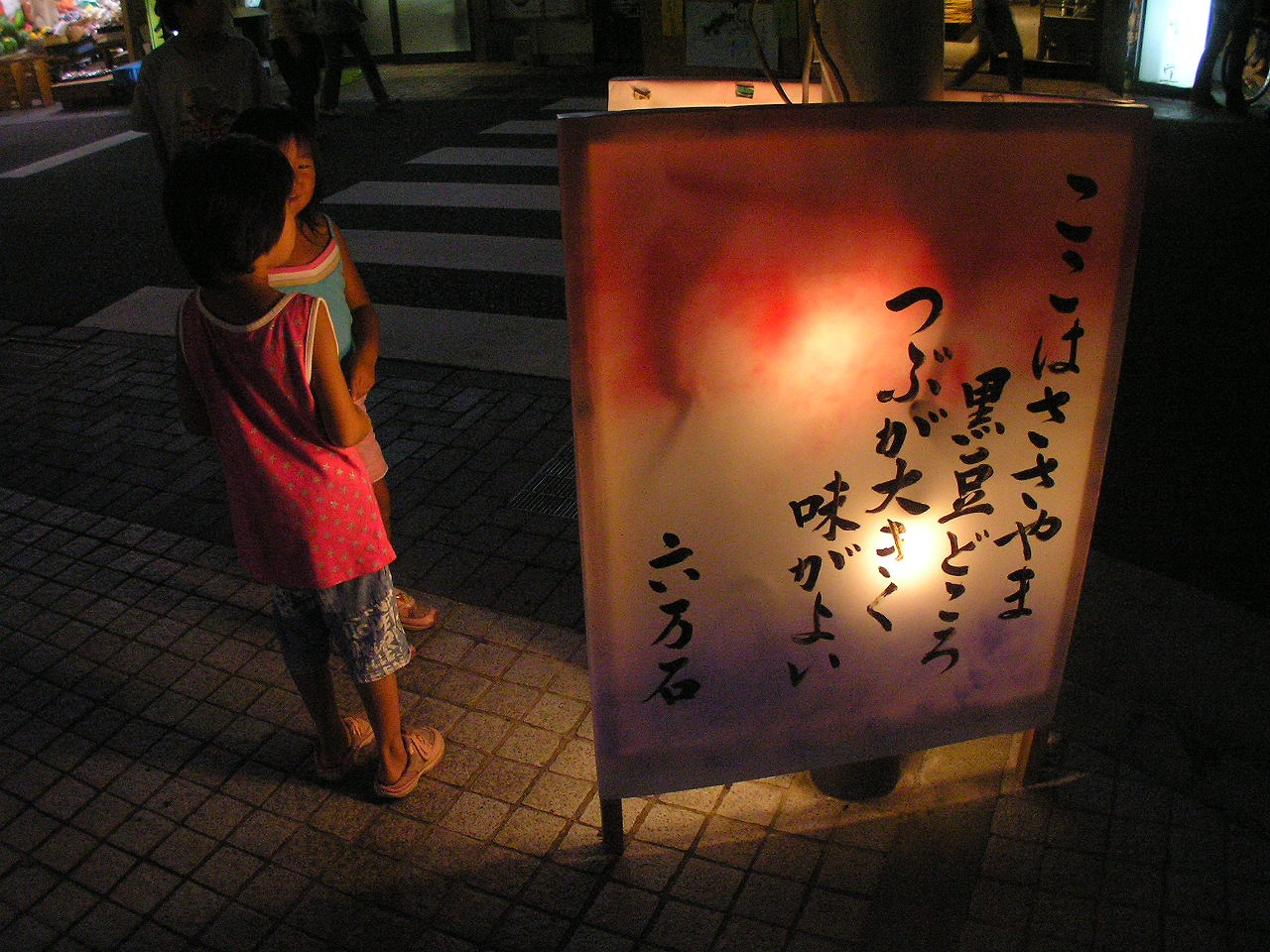
Un andon

Andonul (în japoneză: 行灯) este o lampă ce constă în niște hârtie care este întinsă pe o ramă de bambus, lemn sau metal. Hârtia protejează focul de vânt.
Andoanele au devenit populare în timpul perioadei Edo. La început, andonul era portabil; putea să fie plasat pe un suport sau să fie atârnat pe un perete. Okiandonul era cel mai comun în interior. Mulți aveau o formă verticală, cu un suport intern pentru lumină. Unele aveau un sertar în partea de jos pentru a facilita reumplerea și iluminarea. Un mâner deasupra îl făcea portabil. O varietate este andonul enshū. O explicație îi atribuie lui Kobori Enshu, care a trăit în partea târzie a perioadei Azuchi-Momoyama și la începutul perioadei Edo. Tubular, a avut o deschidere în loc de un sertar. O altă varietate a fost andonul ariake, o lampă de noptieră. Kakeandonul de sub stâlpul unui magazin, care poartă adesea numele comerciantului, e o viziune comună în orașele japoneze.
Expresia hiru andon, sau „lampă de zi”, însemna cineva sau ceva care pare că nu are niciun scop. În dramatizările povestirii Celor 47 de ronini, lui Oishi Yoshio i se dă adesea această descriere.

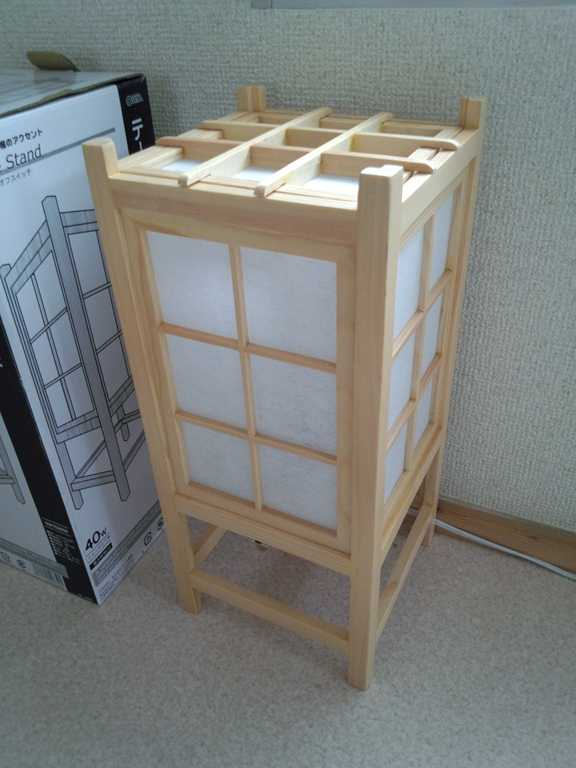
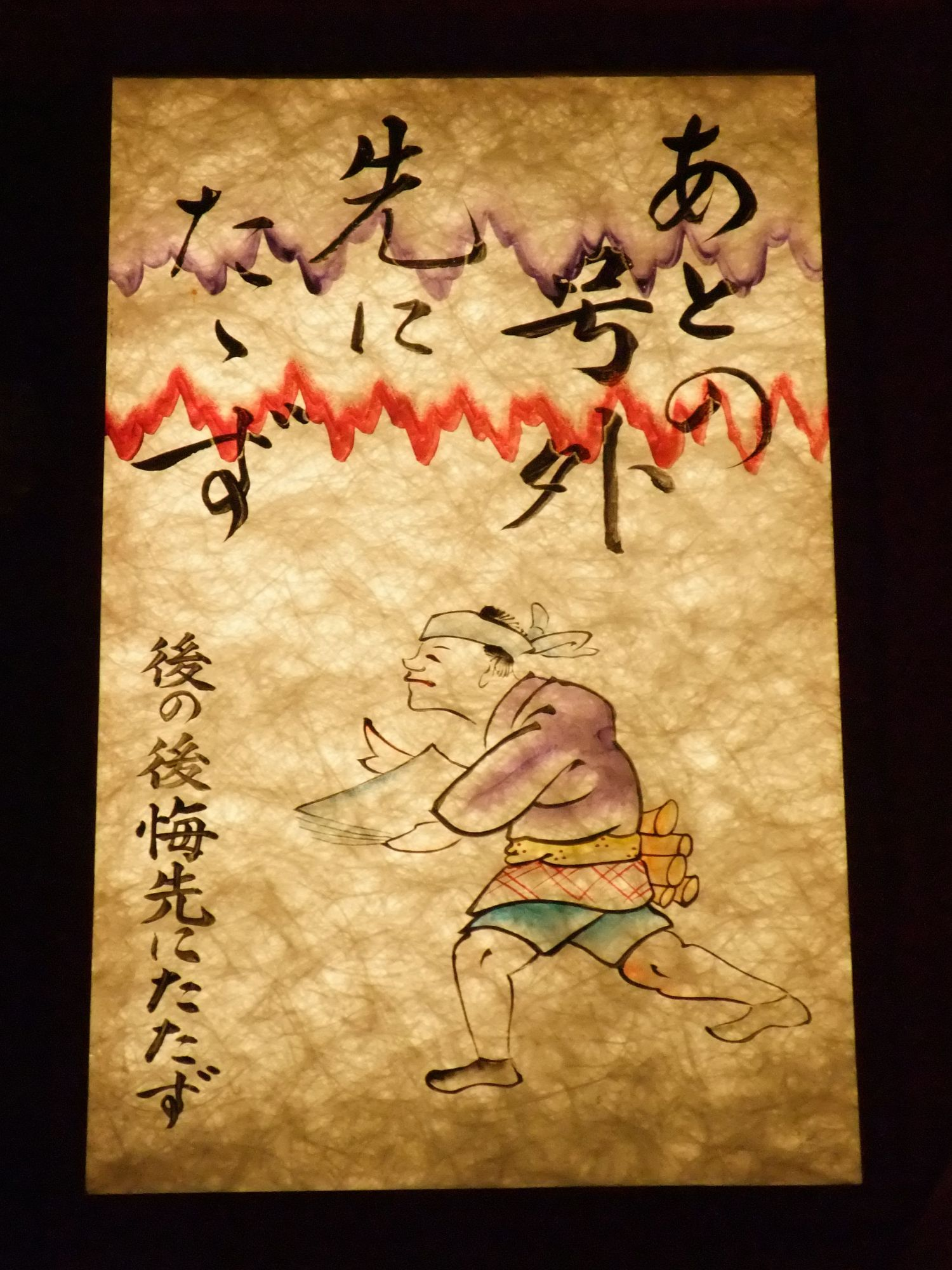
Hârtie pentru un andon
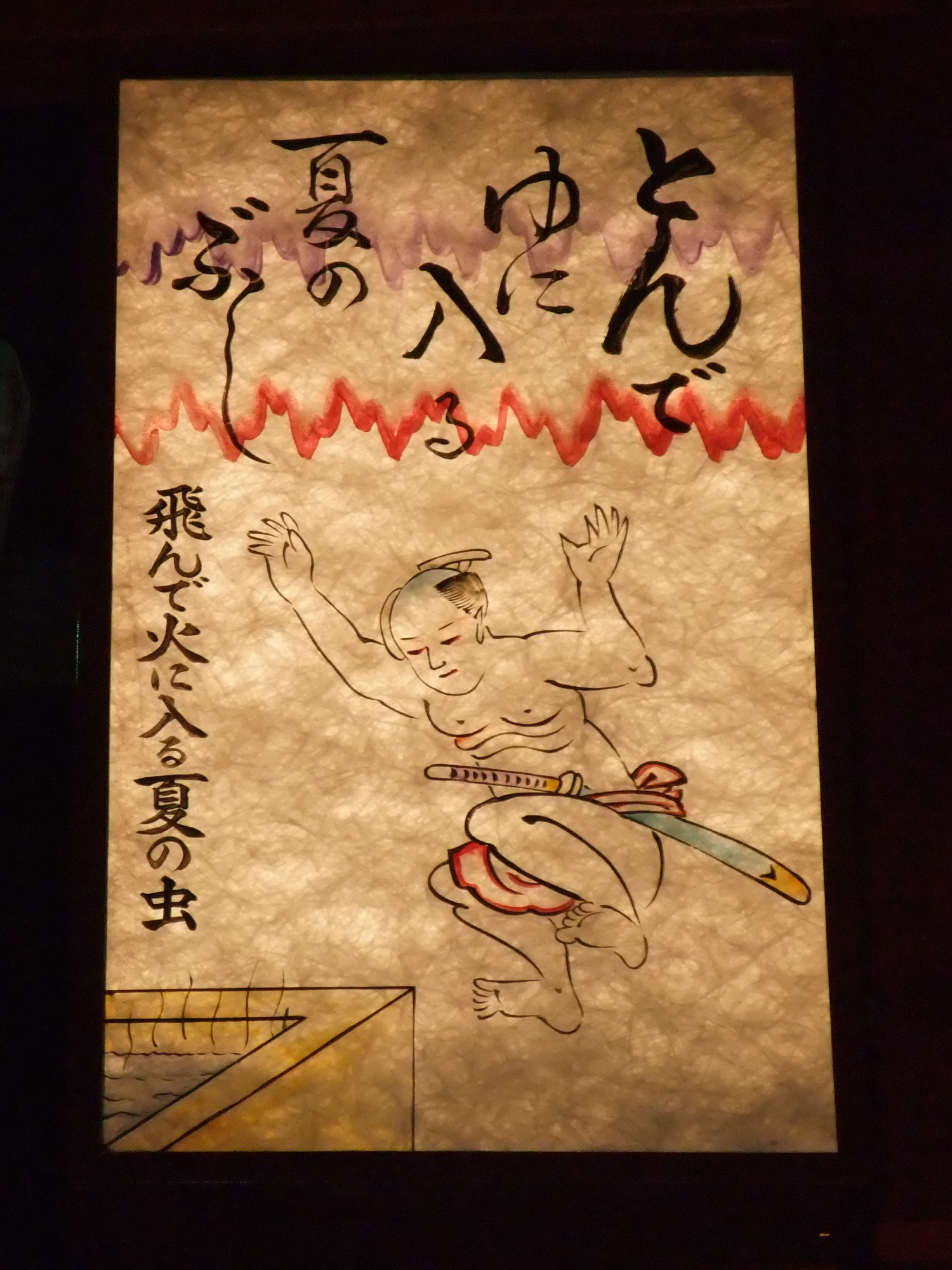
Hârtie pentru un andon

## Bonbori
Bonboriul (în japoneză: ぼんぼり・雪洞) este o altă categorie de lampioane de hârtie japoneze folosite în exterior. Deobicei este hexagonal și este folosit în timpul festivalurilor. Acesta poate să fie atârnat de un fir sau să stea pe un stâlp. Faimosul Festival Bonbori (în japoneză: ぼんぼり祭り Bonbori Matsuri este ținut la altarul Tsurugaoka Hachimangū din Kamakura, Prefectura Kanagawa.

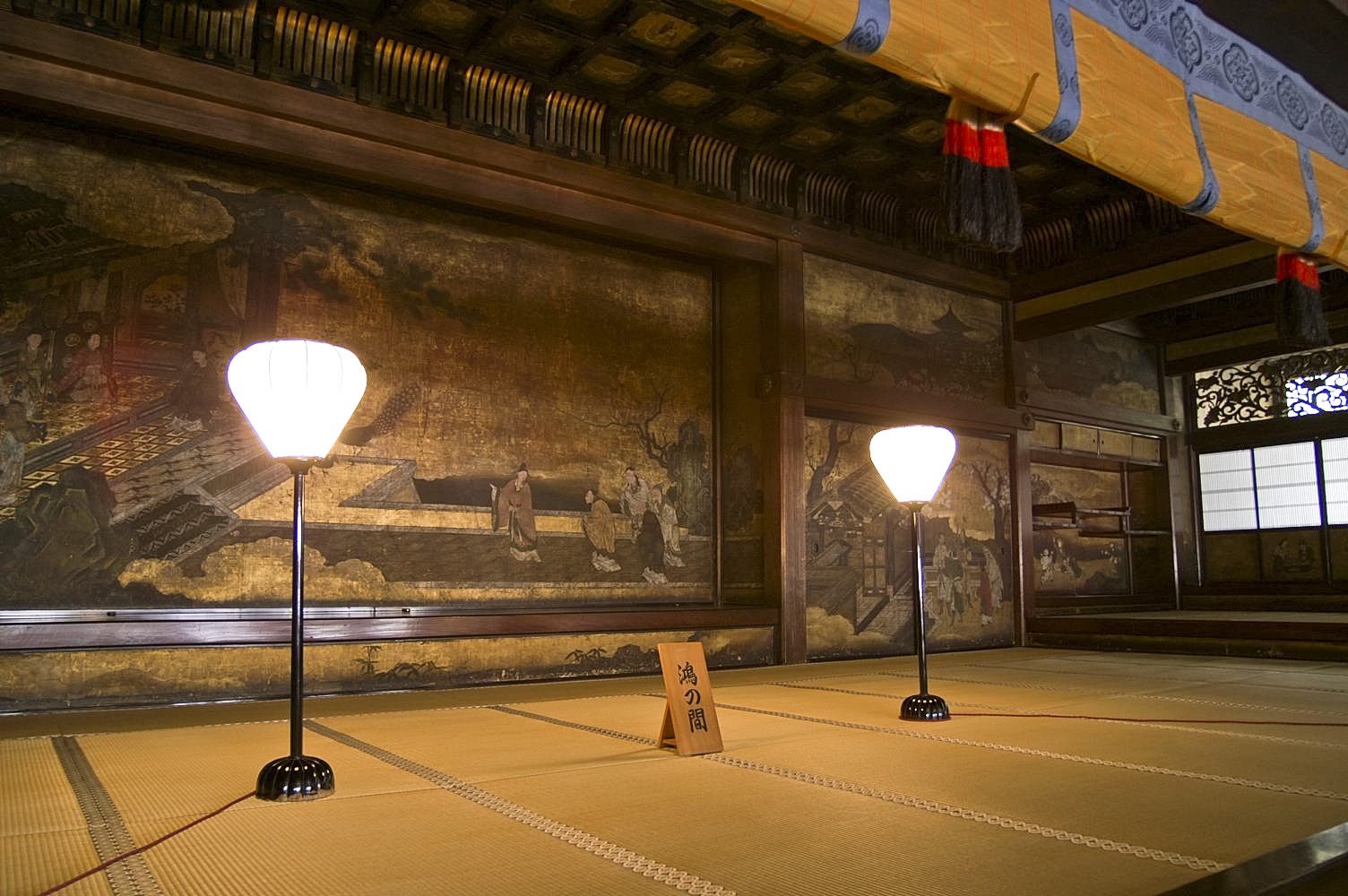
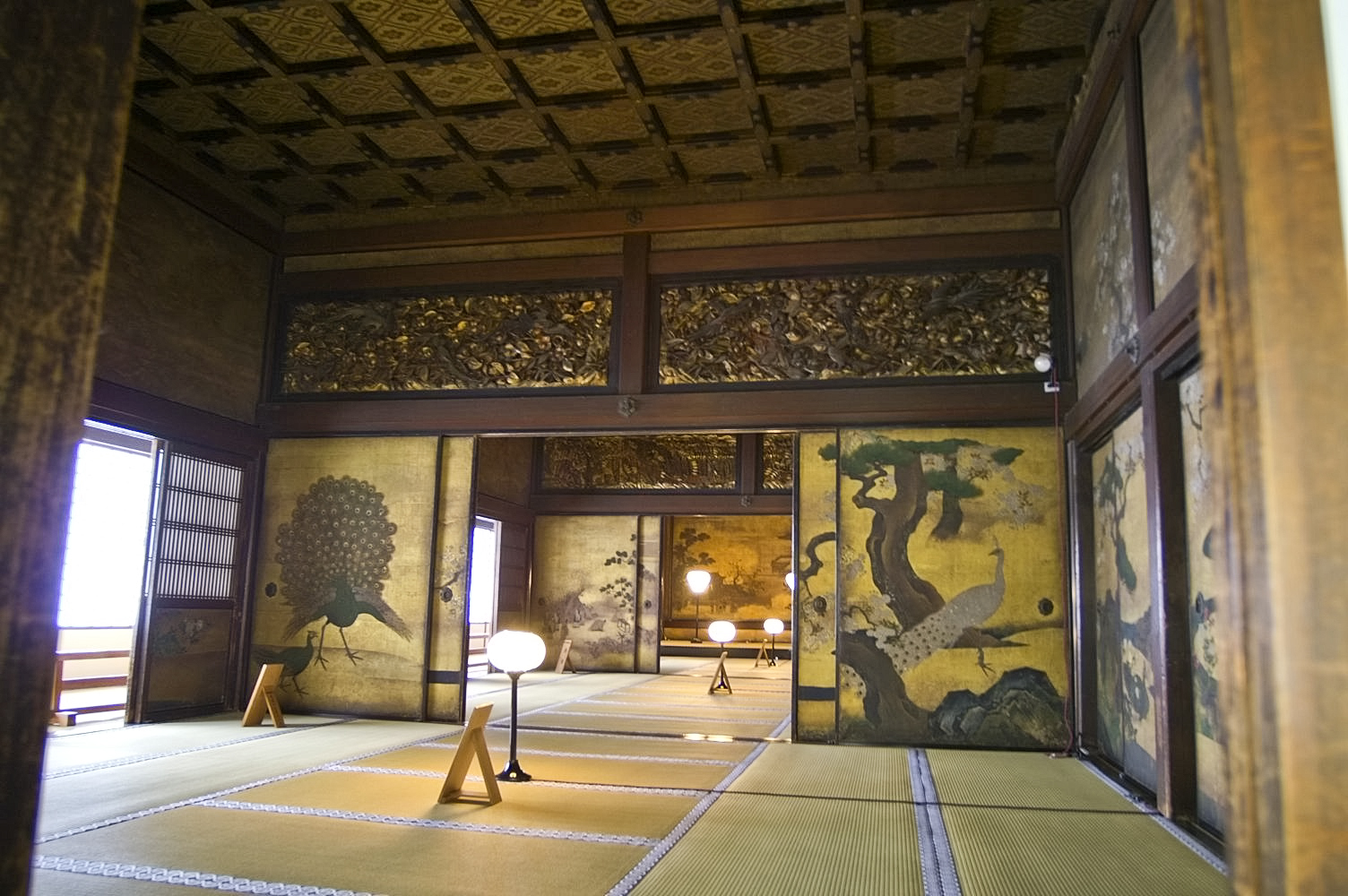
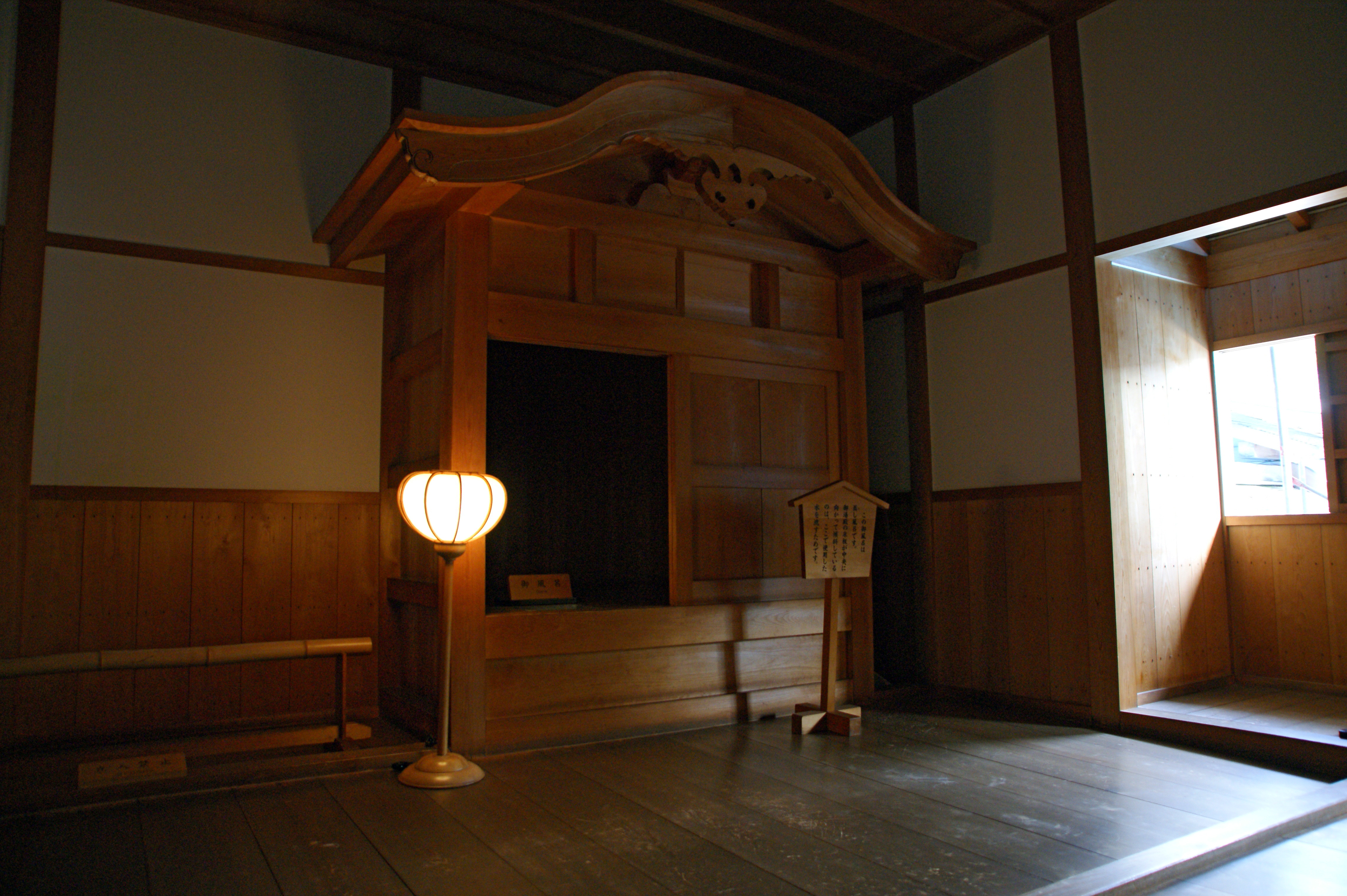
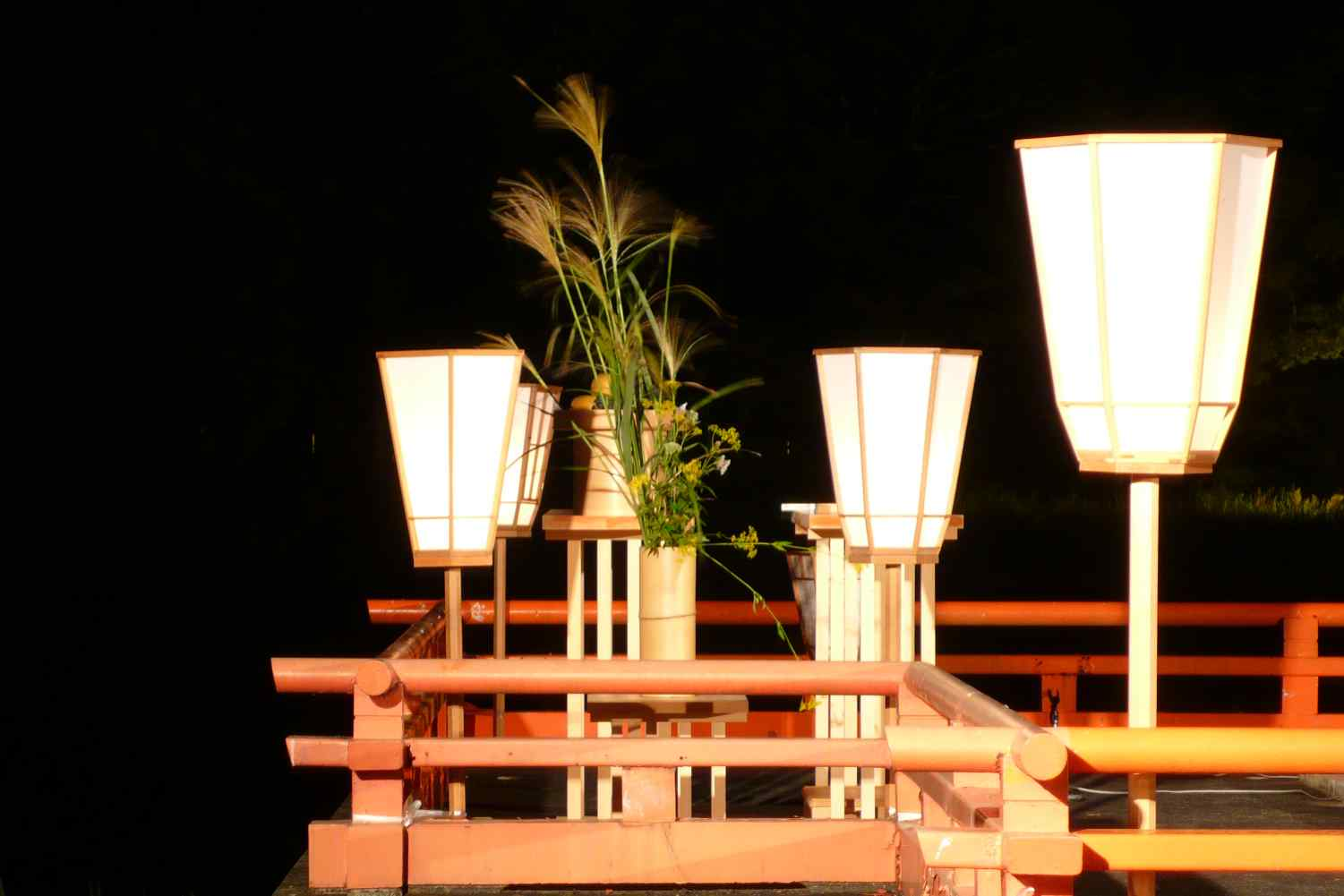
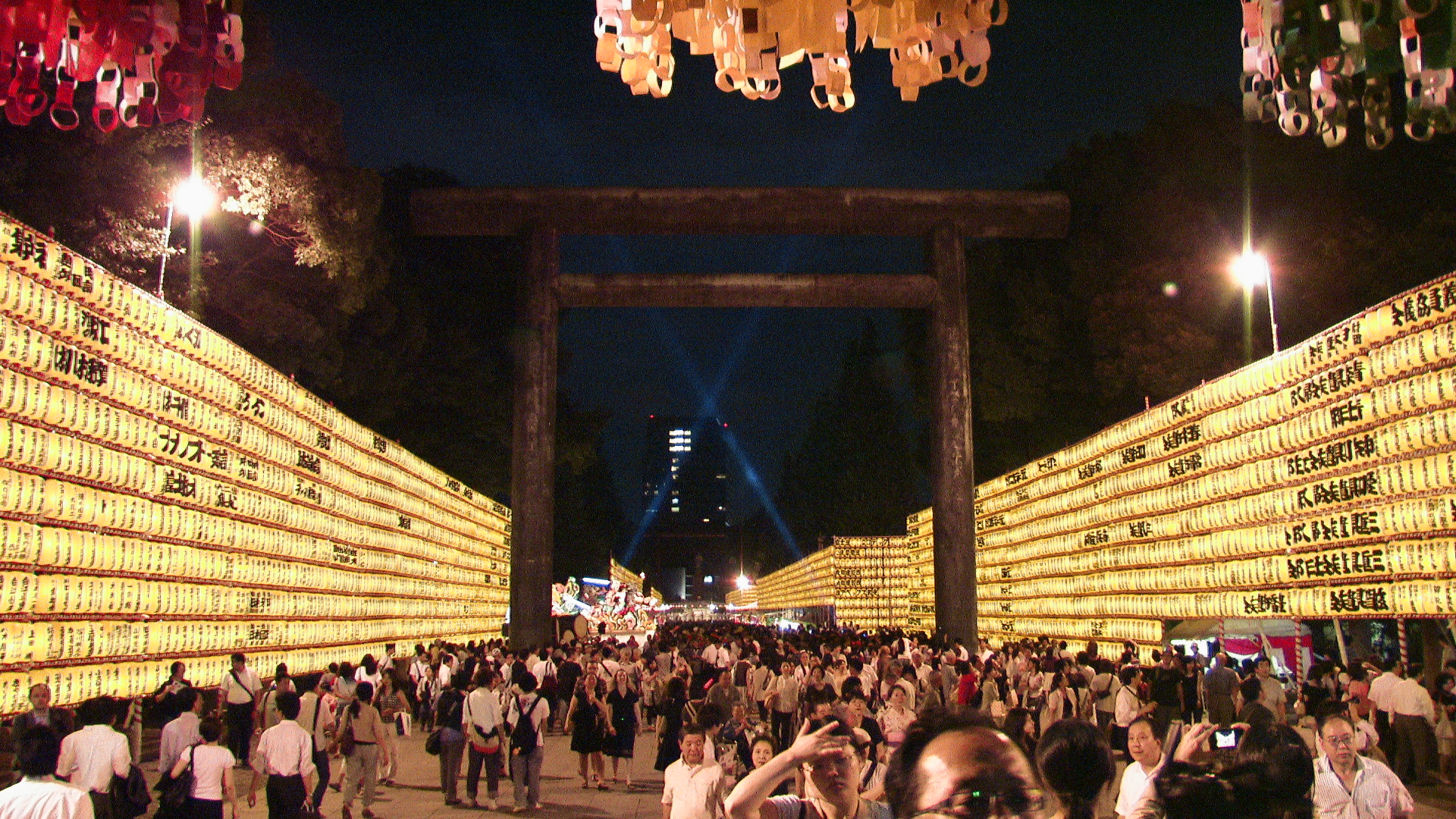
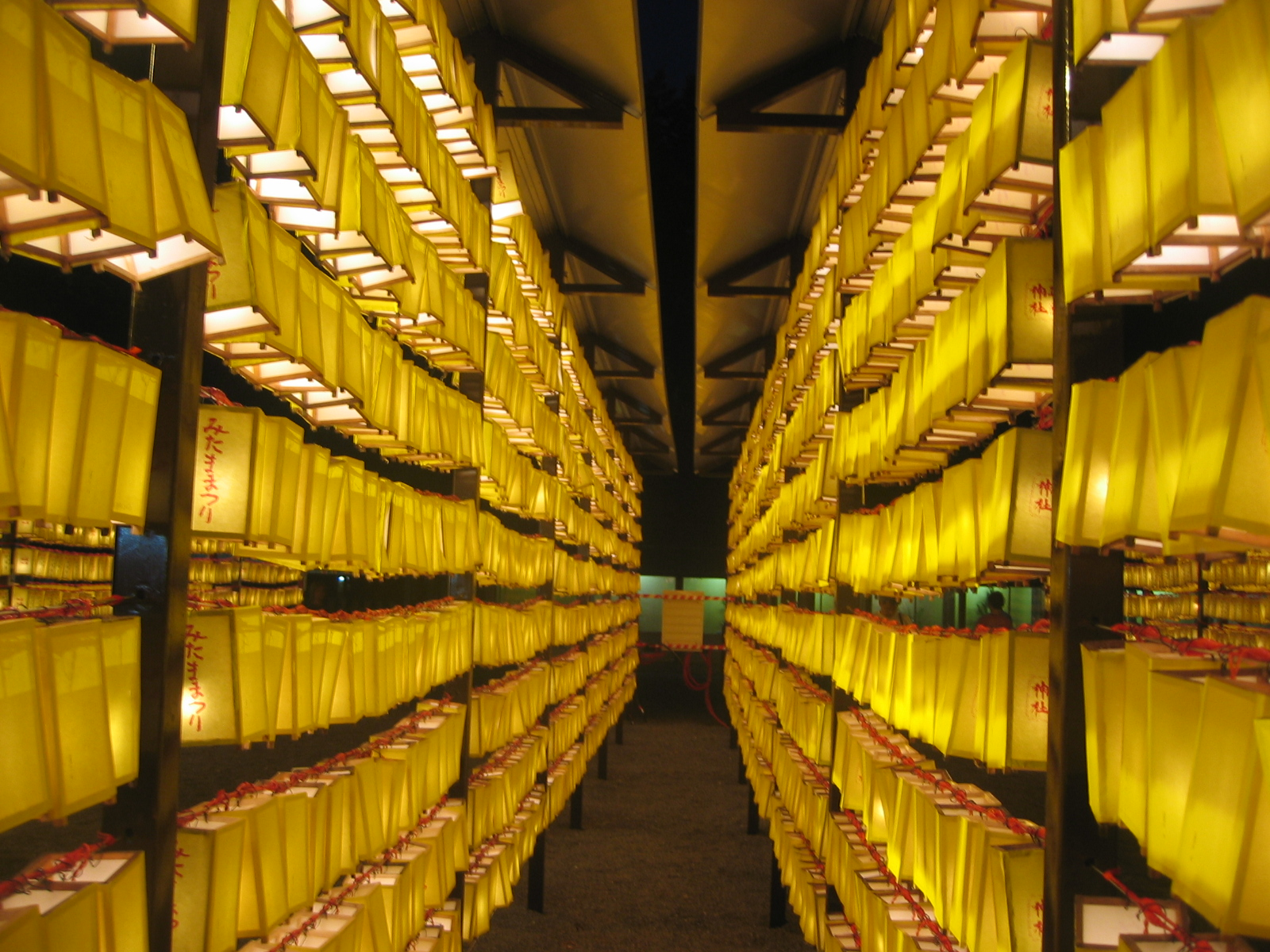
Hinamatsuri
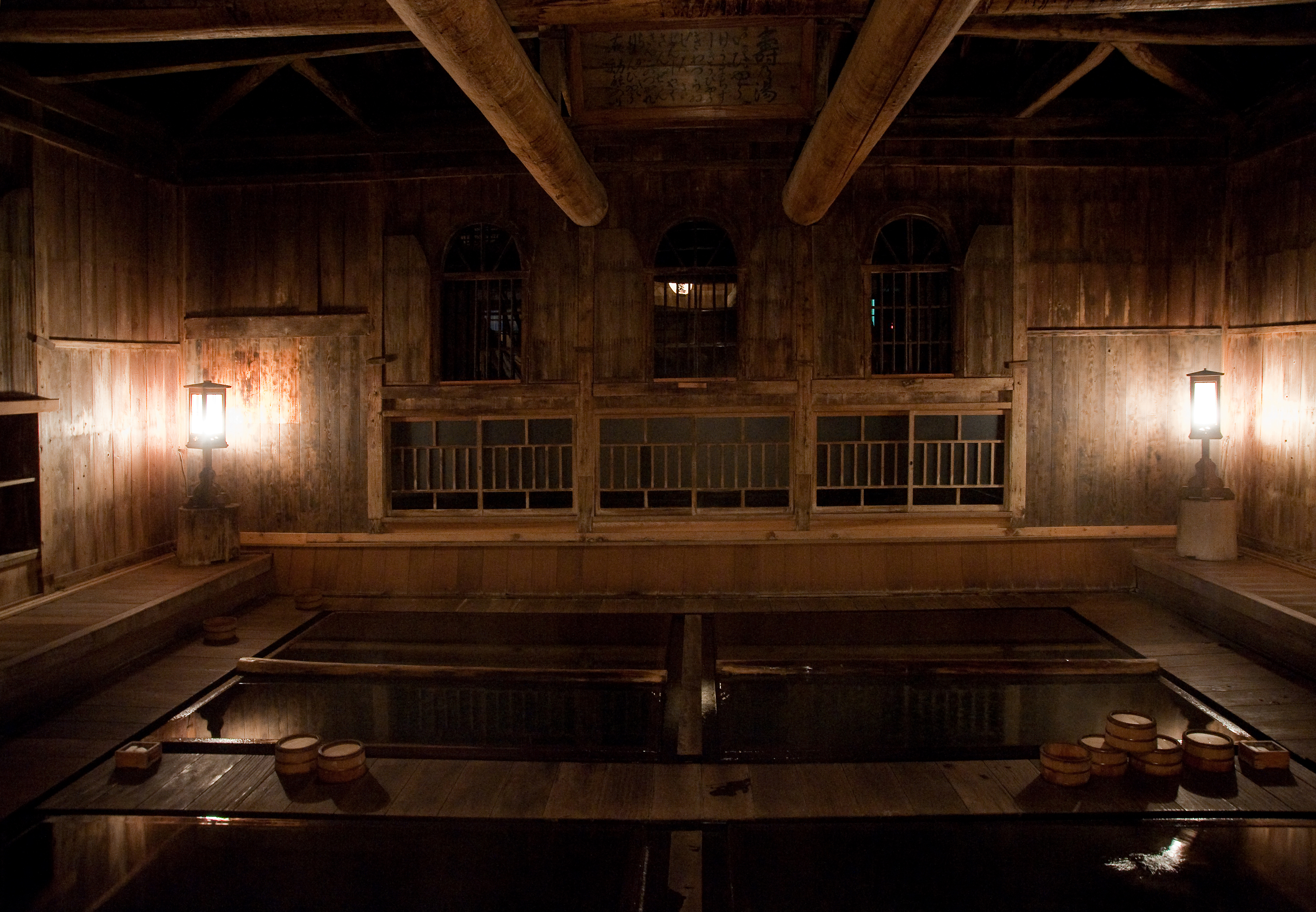